# Redundància informàtica
La redundància informàtica és una repetició tendent a fer intel·ligible o més fàcilment intel·ligible un missatge, des del punt de vista de la teoria de la Informació.
Parlem de redundància informàtica quan un conjunt de dades digitals conté errors que fan més complicada la lectura, però normalment, gràcies al context podem esbrinar quina és la informació que falta.
Actualment tots els sistemes de detecció d'errors informàtics estan basats en la idea d'afegir redundància en la informació on es detecta l'error, és a dir, es busca en el context la informació que aclareix l'error i es repeteix (com en el llenguatge, la redundància és la repetició d'informació que es podria evitar degut a que ja s'entén per context).
Tot i ser beneficiosa per la detecció i correcció d'errors informàtics, la eliminació d'informació redundant és crucial per a la compressió d'informació, ja que la informació és repetida i evident en el set context, la podem eliminar per tal de minimitzar l'espai que ocupa aquesta informació.

## Tipus de redundància
- Redundància total: S'observa aquest tipus de redundància en aquelles situacions a les quals es repeteix tant la funcionalitat com elements d'interacció. Podríem pensar en un cercador que ens dona "x" resultats per a una mateixa paraula i que en aquest context comunicatiu a la xarxa es repeteix la informació en moltes pàgines web.

- Redundància funcional: S'observa en aquella situació on tan sols es repeteix la funcionalitat.

Equival a la reducció informativa respecte a la quantitat d'informació que podria haver-se transmès mitjançant la mateixa quantitat de senyals si tots ells hagueren estat elegits com igualment probables.
La redundància assegura les condicions de transmissió d'un missatge contrarestant el soroll, és a dir, les pertorbacions o distorsions no intencionades que afecten al canal (el sistema físico-tècnic que serveix de vehicle als senyals).